# Eliminatórias da Copa do Mundo FIFA de 2014 - Europa (Grupo E)
O Grupo E das eliminatórias da Europa para a Copa do Mundo FIFA de 2014 foi formado por Noruega, Eslovênia, Suíça, Albânia, Chipre e Islândia.
O vencedor do grupo qualificou-se automaticamente para a Copa do Mundo de 2014. Além dos demais oito vencedores de grupos, os oito melhores segundos colocados avançaram para a segunda fase, disputada no sistema de play-offs.

## Classificação
| Pos | Equipe    | Pts | J  | V | E | D | GP | GC | SG  | Classificado                              |  | SUI | ISL | SVN | NOR | ALB | CYP |
| --- | --------- | --- | -- | - | - | - | -- | -- | --- | ----------------------------------------- |  | --- | --- | --- | --- | --- | --- |
| 1   | Suíça     | 24  | 10 | 7 | 3 | 0 | 17 | 6  | +11 | qualificadas para a Copa do Mundo de 2014 |  | —   | 4–4 | 1–0 | 1–1 | 2–0 | 1–0 |
| 2   | Islândia  | 17  | 10 | 5 | 2 | 3 | 17 | 15 | +2  | qualificadas para a segunda fase          |  | 0–2 | —   | 2–4 | 2–0 | 2–1 | 2–0 |
| 3   | Eslovênia | 15  | 10 | 5 | 0 | 5 | 14 | 11 | +3  | Eliminado                                 |  | 0–2 | 1–2 | —   | 3–0 | 1–0 | 2–1 |
| 4   | Noruega   | 12  | 10 | 3 | 3 | 4 | 10 | 13 | −3  | Eliminado                                 |  | 0–2 | 1–1 | 2–1 | —   | 0–1 | 2–0 |
| 5   | Albânia   | 11  | 10 | 3 | 2 | 5 | 9  | 11 | −2  | Eliminado                                 |  | 1–2 | 1–2 | 1–0 | 1–1 | —   | 3–1 |
| 6   | Chipre    | 5   | 10 | 1 | 2 | 7 | 4  | 15 | −11 | Eliminado                                 |  | 0–0 | 1–0 | 0–2 | 1–3 | 0–0 | —   |

## Resultados
| 7 de setembro de 2012 | Albânia                             | 3 – 1     | Chipre      | Estádio Qemal Stafa, Tirana               |
| 20:30 (UTC+2)         | Sadiku 36' · Çani 84' · Bogdani 87' | Relatório | Laban 45+5' | Público: 9 400 Árbitro: KAZ Artyom Kuchin |

| 7 de setembro de 2012 | Eslovênia | 0 – 2     | Suíça                 | Estádio Stožice, Liubliana                     |
| 20:30 (UTC+2)         |           | Relatório | Xhaka 20' · İnler 51' | Público: 13 213 Árbitro: ITA Paolo Tagliavento |

| 7 de setembro de 2012 | Islândia                      | 2 – 0     | Noruega | Laugardalsvöllur, Reykjavík                |
| 18:45 (UTC+0)         | Árnason 22' · Finnbogason 81' | Relatório |         | Público: 8 352 Árbitro: FRA Antony Gautier |

| 11 de setembro de 2012 | Chipre       | 1 – 0     | Islândia | Estádio Antonis Papadopoulos, Lárnaca            |
| 20:00 (UTC+3)          | Makrides 58' | Relatório |          | Público: 1 600 Árbitro: BEL Sébastien Delferiere |

| 11 de setembro de 2012 | Noruega                        | 2 – 1     | Eslovênia | Ullevaal Stadion, Oslo                     |
| 20:00 (UTC+2)          | Henriksen 26' · J. Riise 90+3' | Relatório | Šuler 16' | Público: 11 168 Árbitro: TUR Firat Aydinus |

| 11 de setembro de 2012 | Suíça                         | 2 – 0     | Albânia | Swissporarena, Lucerna                      |
| 20:30 (UTC+2)          | Shaqiri 23' · İnler 68' (pen) | Relatório |         | Público: 16 500 Árbitro: ROU Ovidiu Haţegan |

| 12 de outubro de 2012 | Albânia  | 1 – 2     | Islândia                          | Estádio Qemal Stafa, Tirana             |
| 19:00 (UTC+2)         | Çani 28' | Relatório | Bjarnason 19' · G. Sigurðsson 81' | Público: 8 200 Árbitro: FIN Tony Asumaa |

| 12 de outubro de 2012 | Suíça          | 1 – 1     | Noruega       | Stade de Suisse, Berna                                |
| 20:30 (UTC+2)         | Gavranović 79' | Relatório | Hangeland 81' | Público: 30 712 Árbitro: ESP David Fernández Borbalán |

| 12 de outubro de 2012 | Eslovênia       | 2 – 1     | Chipre        | Ljudski vrt, Maribor                      |
| 20:45 (UTC+2)         | Matavž 38', 61' | Relatório | Aloneftis 83' | Público: 7 988 Árbitro: SVK Ivan Kružliak |

| 16 de outubro de 2012 | Chipre        | 1 – 3     | Noruega                                          | Estádio Antonis Papadopoulos, Lárnaca |
| 21:00 (UTC+3)         | Aloneftis 42' | Relatório | Hangeland 45' · Elyounoussi 81' (pen) · King 83' | Público: 2 493 Árbitro: POL Pawel Gil |

| 16 de outubro de 2012 | Islândia | 0 – 2     | Suíça                         | Laugardalsvöllur, Reykjavík            |
| 18:30 (UTC+0)         |          | Relatório | Barnetta 66' · Gavranović 79' | Público: 8 369 Árbitro: IRL Alan Kelly |

| 16 de outubro de 2012 | Albânia   | 1 – 0     | Eslovênia | Estádio Qemal Stafa, Tirana                |
| 20:45 (UTC+2)         | Roshi 37' | Relatório |           | Público: 9 000 Árbitro: SWE Martin Hansson |

| 22 de março de 2013 | Eslovênia     | 1 – 2     | Islândia               | Estádio Stožice, Liubliana                    |
| 18:00 (UTC+1)       | Novakovič 34' | Relatório | G. Sigurðsson 55', 78' | Público: 6 500 Árbitro: GRE Stavros Tritsonis |

| 22 de março de 2013 | Noruega | 0 – 1     | Albânia    | Ullevaal Stadion, Oslo                  |
| 19:00 (UTC+1)       |         | Relatório | Salihi 66' | Público: 11 207 Árbitro: NED Kevin Blom |

| 23 de março de 2013 | Chipre | 0 – 0     | Suíça | Estádio GSP, Nicósia                     |
| 18:30 (UTC+2)       |        | Relatório |       | Público: 2 045 Árbitro: GER Manuel Gräfe |

| 7 de junho de 2013 | Albânia  | 1 – 1     | Noruega   | Estádio Qemal Stafa, Tirana                 |
| 20:30 (UTC+2)      | Rama 40' | Relatório | Høgli 87' | Público: 15 600 Árbitro: SCO William Collum |

| 7 de junho de 2013 | Islândia                              | 2 – 4     | Eslovênia                                          | Laugardalsvöllur, Reykjavík              |
| 19:00 (UTC+0)      | Bjarnason 22' · Finnbogason 26' (pen) | Relatório | Kirm 11' · Birsa 31' (pen) · Cesar 61' · Krhin 86' | Público: 9 202 Árbitro: GER Felix Zwayer |

| 8 de junho de 2013 | Suíça         | 1 – 0     | Chipre | Estádio de Genebra, Genebra                  |
| 17:30 (UTC+2)      | Seferović 90' | Relatório |        | Público: 16 900 Árbitro: ITA Paolo Mazzoleni |

| 6 de setembro de 2013 | Noruega                    | 2 – 0     | Chipre | Ullevaal Stadion, Oslo                   |
| 19:00 (UTC+2)         | Elyounoussi 43' · King 66' | Relatório |        | Público: 11 295 Árbitro: DEN Kenn Hansen |

| 6 de setembro de 2013 | Eslovênia | 1 – 0     | Albânia | Estádio Stožice, Liubliana              |
| 20:30 (UTC+2)         | Kampl 19' | Relatório |         | Público: 13 843 Árbitro: HUN István Vad |

| 6 de setembro de 2013 | Suíça                                                  | 4 – 4     | Islândia                                    | Stade de Suisse, Berna                      |
| 20:30 (UTC+2)         | Lichtsteiner 15', 30' · Schär 27' · Džemaili 54' (pen) | Relatório | Guðmundsson 3', 68', 90+1' · Sigþórsson 56' | Público: 26 000 Árbitro: RUS Sergey Karasev |

| 10 de setembro de 2013 | Noruega | 0 – 2     | Suíça          | Ullevaal Stadion, Oslo                   |
| 19:00 (UTC+2)          |         | Relatório | Schär 12', 51' | Público: 16 631 Árbitro: ENG Howard Webb |

| 10 de setembro de 2013 | Chipre | 0 – 2     | Eslovênia                  | Estádio GSP, Nicósia                   |
| 21:30 (UTC+3)          |        | Relatório | Novakovič 12' · Iličić 80' | Público: 714 Árbitro: FRA Ruddy Buquet |

| 10 de setembro de 2013 | Islândia                       | 2 – 1     | Albânia | Laugardalsvöllur, Reykjavík                |
| 19:00 (UTC+0)          | Bjarnason 13' · Sigþórsson 47' | Relatório | Rama 9' | Público: 9 768 Árbitro: ENG Andre Marriner |

| 11 de outubro de 2013 | Albânia          | 1 – 2     | Suíça                  | Estádio Qemal Stafa, Tirana                |
| 20:30 (UTC+2)         | Salihi 89' (pen) | Relatório | Shaqiri 47' · Lang 77' | Público: 14 000 Árbitro: POR Pedro Proença |

| 11 de outubro de 2013 | Islândia                              | 2 – 0     | Chipre | Laugardalsvöllur, Reykjavík            |
| 18:45 (UTC+0)         | Sigþórsson 60' · Vasileiou 76' (g.c.) | Relatório |        | Público: 9 767 Árbitro: HUN István Vad |

| 11 de outubro de 2013 | Eslovênia               | 3 – 0     | Noruega | Ljudski vrt, Maribor                                 |
| 20:45 (UTC+2)         | Novakovič 13', 14', 49' | Relatório |         | Público: 10 890 Árbitro: ESP Carlos Velasco Carballo |

| 15 de outubro de 2013 | Chipre | 0 – 0     | Albânia | Estádio GSP, Nicósia                 |
| 19:00 (UTC+3)         |        | Relatório |         | Público: 341 Árbitro: CRO Ivan Bebek |

| 15 de outubro de 2013 | Noruega     | 1 – 1     | Islândia       | Ullevaal Stadion, Oslo                        |
| 20:00 (UTC+2)         | Braaten 30' | Relatório | Sigþórsson 12' | Público: 6 796 Árbitro: ITA Paolo Tagliavento |

| 15 de outubro de 2013 | Suíça     | 1 – 0     | Eslovênia | Stade de Suisse, Berna                     |
| 20:00 (UTC+2)         | Xhaka 74' | Relatório |           | Público: 22 014 Árbitro: NED Björn Kuipers |